# Arehalli, Belur
Arehalli là một làng thuộc tehsil Belur, huyện Hassan, bang Karnataka, Ấn Độ.